# 西布魯克 (麻薩諸塞州)
西布魯克（英語：Seabrook）是位於美國麻薩諸塞州巴恩斯特布爾縣的一個普查規定居民點。

## 人口
根據2020年美國人口普查的數據，西布魯克的面積為0.92平方千米，當中陸地面積為0.91平方千米，而水域面積為0.01平方千米。當地共有人口448人，而人口密度為每平方千米486.96人。